# Мафра
Мафра (порт. Mafra) је градић у Португалији 30 km северозападно од Лисабона. Град је основан 1189. године. Познат је по великој барокној палати (самостану) коју је подигао краљ Жоао V (1717—1732).

## Партнерски градови
- Миндело
- Лајмен
- Fréhel